# Semukut
Semukut is een bestuurslaag in het regentschap Kepulauan Meranti van de provincie Riau, Indonesië. Semukut telt 2803 inwoners (volkstelling 2010).